# Універсальний солдат (фільм)
«Універсальний солдат» (англ. Universal Soldier) — американський науково-фантастичний бойовик 1992 року режисера Роланда Еммеріха. Головні ролі виконували: Жан-Клод Ван Дамм, Дольф Лундгрен, Еллі Вокер, Ед О'Росс і Джеррі Орбах.
Сюжет оповідає про американських солдатів, убитих у В'єтнамі, яких оживили і перетворили на універсальних солдатів — практично невразливих і безстрашних кіборгів, ідеальних машин для виконання спецоперацій. До двох із них — Люка Деверо й Ендрю Скотта — частково повертається пам'ять, і вони виходять з-під контролю, але кожен по-своєму.

## Синопсис
Під час В'єтнамської війни, в 1969 році, рядовий Армії США Люк Деверо виявляє, що сержант Ендрю Скотт збожеволів. Той убиває мирних жителів і своїх же солдатів, звинувачуючи всіх у зраді, а їхні відрізані вуха носить як трофеї. Люк марно намагається переконати сержанта піти з ним. Ендрю вбиває полоненого в'єтнамця і наказує Люку вбити місцеву жительку. Люк вступає в боротьбу з сержантом, і вони стріляють один одного. Згодом прибуває підкріплення, воно виявляє тіла солдатів і відвозить їх у мішках, обкладених льодом. Люка та Ендрю проте записують як зниклих безвісти.
В наші дні, в пустелі Невада, терористи захопили Дамбу Гувера і вимагають звільнення своїх спільників, погрожуючи підірвати греблю і розстріляти всіх заручників. Для знищення терористів відряджають команду «універсальних солдатів». З-поміж них є солдат GR-44 (Люк Деверо) і GR-13 (Ендрю Скотт). Команда швидко знищує терористів і звільняє заручників. Однак, коли GR-44 бачить серед заручників пару в'єтнамців, він пригадує події війни і перестає відповідати на виклики.
Репортери розпитують полковника Перрі хто такі «універсальні солдати», але той відмовляється розповідати, кажучи, що в солдатів є родини і він не може наражати їх на небезпеку. На мобільній базі, розташованій у вантажівці, «універсальні солдати» охолоджуються в морозильній камері та отримують ін'єкцію для очищення пам'яті. В цей час журналістка Вероніка Робертс разом зі своїм оператором прагне з'ясувати правду про «універсальних солдатів». Обоє проникають на військову базу, де виявляють труну з солдатом, попри заяву Перрі, що втрат не було. Але GR-13 попри наказ вбиває оператора, а GR-44, знову подібну ситуацію у В'єтнамі, роззброює GR-13 та намагається дати Вероніці втекти. Попри це, він чітко виконує всі команди, отримані через навушники. Вероніка зриває навушники, що позбавляє GR-44 контролю. Коли в авто закінчується бензин, Люк, на подив Вероніки, штовхає авто зі швидкістю понад 30 миль / год.
Вероніка й Люк знімають номер в мотелі. Вероніка дізнається з випуску новин, що оголошена в розшук за звинуваченням у вбивстві оператора. Люк не може довго жити без охолодження, тому лягає у ванну з льодом, де його рани швидко заживають. Командування відслідковує Люка, але той ховається з Веронікою від прибулих «універсальних солдатів» під ковдрами коханців в сусідньому номері. Обоє тікають на авто, дорогою Вероніка розпитує Люка хто він, але він сам не знає. Втікачі зупиняються на автозаправці. Люк просить Вероніку знайти датчик стеження на його тілі і розтинає собі литку, де сховано датчик. «Універсальні солдати» оточують заправку та розстрілюють її, але Люк лишив пастку — постріли влучають в гасову лампу, що підпалює розлите пальне. «Універсальні солдати», які не відчувають болю, горять живцем. Сержант Перрі, який командував операцією, наказує відступити.
Люк та Вероніка їдуть далі, але на задньому сидінні сховався GR-13, який намагається задушити Люка. Отримавши наказ припинити операцію, GR-13 пригадує, що у В'єтнамі не зміг убити Люка. Його жага помсти пересилює контроль і GR-13 усвідомлює, що він — сержант Ендрю Скотт. Він застрелює командувача та декількох учених, проголошує себе головним і вколює собі стимулятори, щоб стати ще сильнішим.
Втікачі зупиняються в придорожному ресторані. Вероніка намагається зв'язатися зі своїм начальством, очікуючи, що зібрані нею матеріали стануть сенсацією. В той час Люк не має грошей розплатитися за сніданок і встряє у бійку з власником ресторану. Ендрю, залякуючи місцевих жителів, довідується куди прямують втікачі. Один з учених хитрощами змушує іншого «універсального солдата» підірватися гранатою, і гине сам. Ендрю, плутаючи минуле з сучасністю, тягне тіла GR-74 і GR-55 в морозильну камеру в супермаркеті. GR-74 зцілюється, а GR-55 помирає. Ендрю сприймає прибулих поліцейських за в'єтнамців і розстрілює їх.
Люк пригадує де він жив і доктора Крістофера Грегора, творця програми «універсальних солдатів». З Веронікою він їде до доктора, котрий пояснює як у Пентагоні розробили програму оживлення загиблих ветеранів шляхом штучного пришвидшення обміну речовин. Коли по телевізору покують репортаж про влаштовану Ендрю в супермаркеті стрілянину, Грегор пояснює, що «універсальні солдати» отримали різні психологічні портрети на підставі передсмертних думок. Оскільки Люк мріяв про повернення додому, він зберіг людяність, в той час як Ендрю мріяв про помсту. Пізніше Люк садить Вероніку в автобус, але відмовляється покинути Люка. Обох заарештовує поліція, та в дорозі їх наздоганяє Ендрю на вантажівці. Люк пострілом з пістолета вбиває водія GR-74, вантажівка зі Скоттом падає в прірву і вибухає.
Вероніка привозить Люка до його батьків, які з радістю приймають сина, хоча минуло 25 років. Вважаючи, що справу закінчено, Вероніка їде, але її бере в заручники Ендрю. Люк виходить на переговори з ним, але Ендрю приймає тільки смертельний бій. Він долає Люка та кидає гранату в Вероніку. Проте Люку вдається скинути ворога на дереворубну машину та пошматувати його. Люк бачить, що Вероніка вціліла, і обоє обіймаються.
Розширений фінал. У спеціальному виданні фільму на DVD міститься альтернативний фінал. Ендрю вбиває матір Люка, а той скидає ворога в дереворубну машину. Та коли Ендрю гине, батько стріляє в Люка. Прибуває доктор Крістофер Грегор зі своїми асистентами та пояснює Вероніці, що батьки Люка були підставними. Грегор наказує добити Люка, однак в цей час прибуває поліція і журналісти з телеканалу Вероніки. Журналісти рятують Люка, охолоджуючи його вогнегасниками, а доктора Грегора заарештовують. Вероніка обіймає Люка. За кілька днів Люк возз'єднується зі своїми справжніми батьками. Наприкінці Вероніка повідомляє, що Люк відмовився від усіх процедур з підтримання життя і вирішив померти остаточно в мирному житті.

## У ролях
- Жан Клод Ван Дам — Люк Деверо
  - Крістофер Ван Варенберг — юний Люк Деверо
- Дольф Лундгрен — Ендрю Скотт
- Еллі Вокер — Вероніка Робертс
- Ед О'Росс — полковник Перрі
- Меллер Ральф — GR-76
- Джеррі Орбах — Крістофер Грегор
- Леон Ріппі — Вудвор
- Тіко Веллс — Гарт
- Майкл Джей Вайт — солдат

## Виробництво
Це останній фільм, записаний у форматі Cinema Digital Sound, ранньому цифровому форматі звуку. У наступному році звукооператорами був розроблений формат DTS. Цей формат звуку вищої якості і використовується в більшості кінотеатрів досі[коли?].
Про початок проєкту створення фільму було заявлено ще на початку 1990 року, старт знімального процесу розпочався 12 серпня 1991 року.
Фільм повинен був закінчуватися тим, що і Лундгрена, і Ван Дамма вбивають військові. Оригінальна назва — «Кристальні лицарі».
Фінальна сцена знімалася три дні. Під час показу оригінального трейлера звучала музика із кінофільму «Термінатор 2».

## Оцінки й відгуки
На сайті Rotten Tomatoes «Універсальний солдат» зібрав 35 % позитивних відгуків критиків і 46 % пересічних глядачів. Консенсус критиків: «„Універсальний солдат“ об'єднує пару зірок-ветеранів бойовиків за потенційно інтригуючою передумовою, але на цьому полі бою якісна розвага йде у самоволку». На агрегаторі Metacritic фільму присуджено середню оцінку 35 зі 100 на основі 15-и рецензій.
Американський кінокритик Роджер Еберт називав «Універсального солдата» дуже міцним у своїй фантастичній складовій, але все ж не тим фільмом, який гідний такого видатного акторського складу. На його думку, з-поміж персонажів найцікавіша Вероніка, на відміну від персонажів Ван Дама та Лундгрена, які «мусять битися впродовж усього фільму, обмінюючись односкладовою ідіотією».
Едді Шерілл у ретроогляді для «Gizmodo» 2018 року відгукнувся, що головна мета фільму — це зіткнути кінозірок Ван Дама та Лундгрена, та змусити їх битися між собою. Передбачувано, що фільм є воєнною науковою фантастикою, улюбленим жанром режисера Роланда Еммеріха. Тема суперсолдатів не була новою в 1992, але лишається популярною, тож не дивно, що «Універсальний солдат» породив низку продовжень. Фільм не має чим вирізнятися, крім акторів, але робить достатньо, щоб привертати увагу.